# پرسول
پرسول (انگلیسی: Persol) شرکت کالای لوکس ایتالیایی است، که در سال ۱۹۱۷ توسط جوزپه راتی تأسیس شد و هم‌اکنون زیرمجموعه‌ای از شرکت لوکساتیکا می‌باشد.